# Championnats du monde de slalom (canoë-kayak) 1957
Navigation
Championnats du monde de slalom 1955 Championnats du monde de slalom 1959
Les 5e Championnats du monde de slalom en canoë-kayak se sont déroulés en 1957 à Augsbourg, en Allemagne de l'Ouest sous l'effigie de la Fédération internationale de canoë.

## Note
Il n'y a que 2 équipes complètes en catégorie Mixte C-2 par équipe.

## Podiums

### Femmes

#### Kayak
| Épreuve                | Or                                                            | Points | Argent                                                                         | Points | Bronze                                                   | Points |
| Folding K-1            | Brigitte Magnus (GDR)                                         |        | Eva Setzkorn (GDR)                                                             |        | Annaliese Seidel (GDR)                                   |        |
| Folding K-1 par équipe | Allemagne de l'Est Elfriede Hugo Eva Setzkorn Brigitte Magnus |        | Allemagne de l'Ouest Inge Walthemate Rosemarie Biesinger Hanni Mendes da Costa |        | Autriche Hella Philips Gertrude Stöllner Fritzi Schwingl |        |

### Hommes

#### Canoë
| Épreuve        | Or                                                             | Points | Argent                                                            | Points | Bronze                                                                       | Points |
| C-1            | Manfred Schubert (GDR)                                         |        | Emil Zimmermann (GDR)                                             |        | Jean-Claude Tochon (SUI)                                                     |        |
| C-1 par équipe | Allemagne de l'Ouest Günther Beck Heiner Stumpf Otto Stumpf    |        | Allemagne de l'Est Emil Zimmermann Gert Kleinert Manfred Schubert |        | Tchécoslovaquie Ludek Benes Jiri Hradil Jiri Jirasek                         |        |
| C-2            | Allemagne de l'Est Dieter Friedrich Horst Kleinert             |        | Tchécoslovaquie Václav Havel Josef Hendrych                       |        | Tchécoslovaquie Frantisek Hrabe Jiri Kotana                                  |        |
| C-2 par équipe | Tchécoslovaquie Fleger / Rehor Havel / Hendrych Hrabe / Kotana |        | Suisse Dussuet / Kadrnka Pessina / Zuercher Roessinger / Tauss    |        | Allemagne de l'Est Brendel / Grosswig Friedrich / kleinert Goethe / Schubert |        |

#### Kayak
| Épreuve                | Or                                                            | Points | Argent                                                  | Points | Bronze                                                     | Points |
| Folding K-1            | Manfred Vogt (FRG)                                            |        | Dimitrij Skoll (TCH)                                    |        | Heinz Bielig (GDR)                                         |        |
| Folding K-1 par équipe | Allemagne de l'Est Heinz Bielig Eberhard Gläser Reinhard Sens |        | Tchécoslovaquie Vladimir Cibak Jan Para Dimitrij Skolil |        | Allemagne de l'Ouest Manfred Vogt Günter Kirchner Schröder |        |

### Mixte

#### Canoë
| Épreuve        | Or                                                                         | Points | Argent                                                                                  | Points | Bronze                                            | Points |
| C-2            | Allemagne de l'Est Birgitte Schmidt Manfred Klöckner                       |        | Allemagne de l'Est Ellen Krügel Siegfried Seidemann                                     |        | Allemagne de l'Est Waltraud Schale Rudolf Seifert |        |
| C-2 par équipe | Allemagne de l'Est Schale / Seifert Schmieder / Seidler Glöckner / Schmidt |        | France Gilbert Bonnaud / Jane Thézier Henriette Guette / Jean Olry Eva Spahr / M. Spahr |        | -                                                 |        |

## Tableau des médailles
| Rang  | Nation               | Or | Argent | Bronze | Total |
| ----- | -------------------- | -- | ------ | ------ | ----- |
| 1     | Allemagne de l'Est   | 7  | 4      | 4      | 15    |
| 2     | Allemagne de l'Ouest | 2  | 1      | 1      | 4     |
| 3     | Tchécoslovaquie      | 1  | 3      | 2      | 6     |
| 4     | Suisse               | 0  | 1      | 1      | 2     |
| 5     | France               | 0  | 1      | 0      | 1     |
| 6     | Autriche             | 0  | 0      | 1      | 1     |
| Total | Total                | 10 | 10     | 9      | 29    |